# Cesarzowice (Środa Śląska)

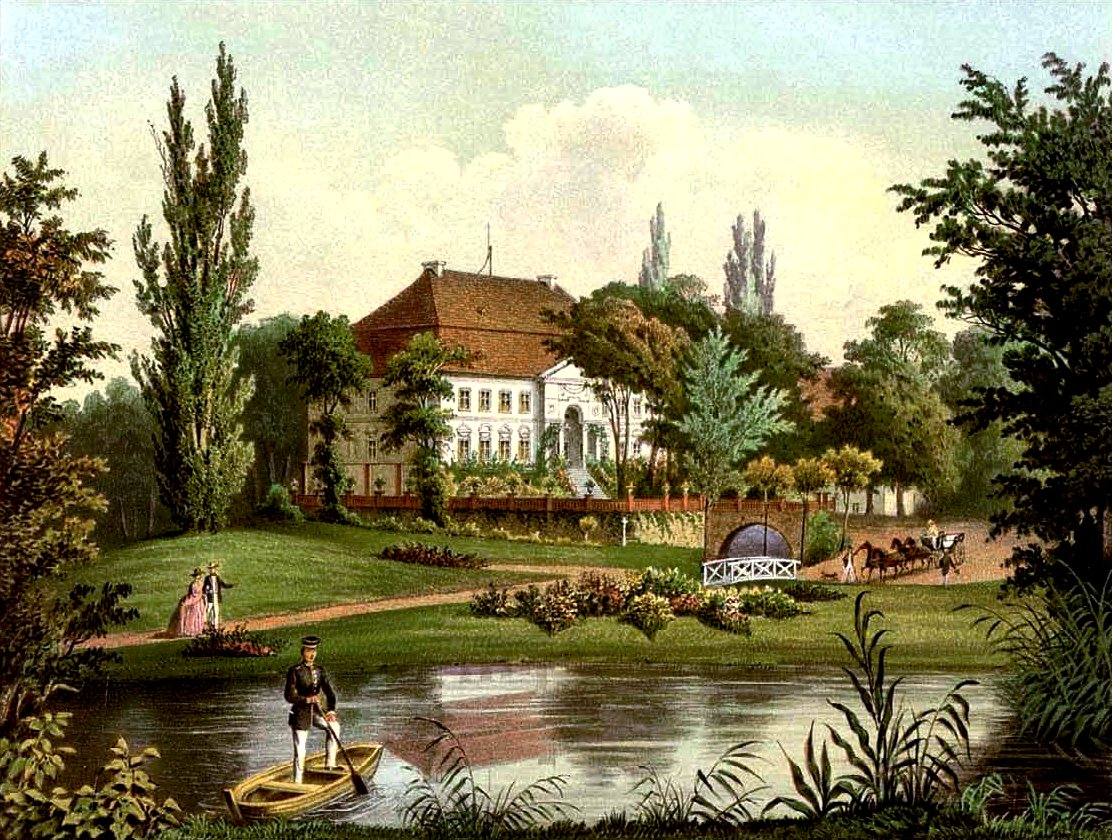
Gut Zieserwitz zwischen 1857 und 1883

Cesarzowice (deutsch: Zieserwitz) ist ein Dorf in der Stadt- und Landgemeinde Środa Śląska in der Woiwodschaft Niederschlesien in Polen. Es liegt acht Kilometer südlich der Kreisstadt Środa Śląska (Neumarkt in Schlesien).

## Geschichte
Erstmals urkundlich erwähnt wurde „Ciceuici“, das zum Herzogtum Schlesien gehörte, im Jahre 1155. Im Jahre 1217 wurde „Scizerowici“ nach Obermois eingepfarrt. Nach der Teilung des Herzogtums Schlesien 1248/1251 gelangte es an das Herzogtum Breslau. Mit diesem zusammen fiel „Cezarowicz“ nach dem Tod des Herzogs Heinrich VI. 1335 als erledigtes Lehen an die Krone Böhmen. Weitere Schreibweisen für das spätere Zieserwitz waren u. a. 1353 „Czesarwicz“ und 1424 „Czesirwitz“. Nach dem Ersten Schlesischen Krieg fiel Zieserwitz 1742 wie fast ganz Schlesien an Preußen. Durch die Neugliederung Preußens gehörte es ab 1816 zum Landkreis Neumarkt in der Provinz Schlesien. 1874 wurde der Amtsbezirk Zieserwitz gebildet, zu dem die Landgemeinden Zieserwitz, Jenkwitz und Pirschen-Stusa sowie die gleichnamigen Gutsbezirke gehörten.
Als Folge des Zweiten Weltkriegs fiel Zieserwitz 1945 mit dem größten Teil Schlesiens an Polen. Nachfolgend wurde es in Cesarzowice umbenannt. Die deutschen Einwohner wurden – soweit sie nicht schon vorher geflohen waren – vertrieben. Die neu angesiedelten Bewohner stammten teilweise aus Ostpolen, das an die Sowjetunion gefallen war.
1975–1998 gehörte Cesarzowice zur Woiwodschaft Breslau. 

## Sehenswürdigkeiten
- St.-Martins-Kirche wurde erstmals 1353 erwähnt. Es ist eine gotische Saalkirche aus Backstein. Im Chor befindet sich ein Kreuzrippengewölbe, in der anliegenden Sakristei ein Tonnengewölbe. Das mit einem schmiedeeisernen verzierte Hauptportal bildet den unteren Teil des Turmes, der ein hohes Walmdach trägt. Das an der Wand stehende Sakramentshaus und das Taufbecken sind spätgotisch. Im Fußboden des Chores befindet sich ein Epitaph mit dem Wappen des 1519 verstorbenen Jorge Kreitzelwicz. Im 18. Jahrhundert wurde die Kirche umgebaut und im 19. Jahrhundert sowie 1969 restauriert.
- Der um die gelegene Friedhof ist von einer Wehrmauer mit Schießscharten aus der ersten Hälfte des 17. Jahrhunderts umgeben.
- Sühnekreuz aus Sandstein auf der Außenseite der Wehrmauer.[4]
- Ruinenreste des Mausoleums, das südlich des nicht mehr erhaltenen Schlosses Ziesterwitz liegt.[5]

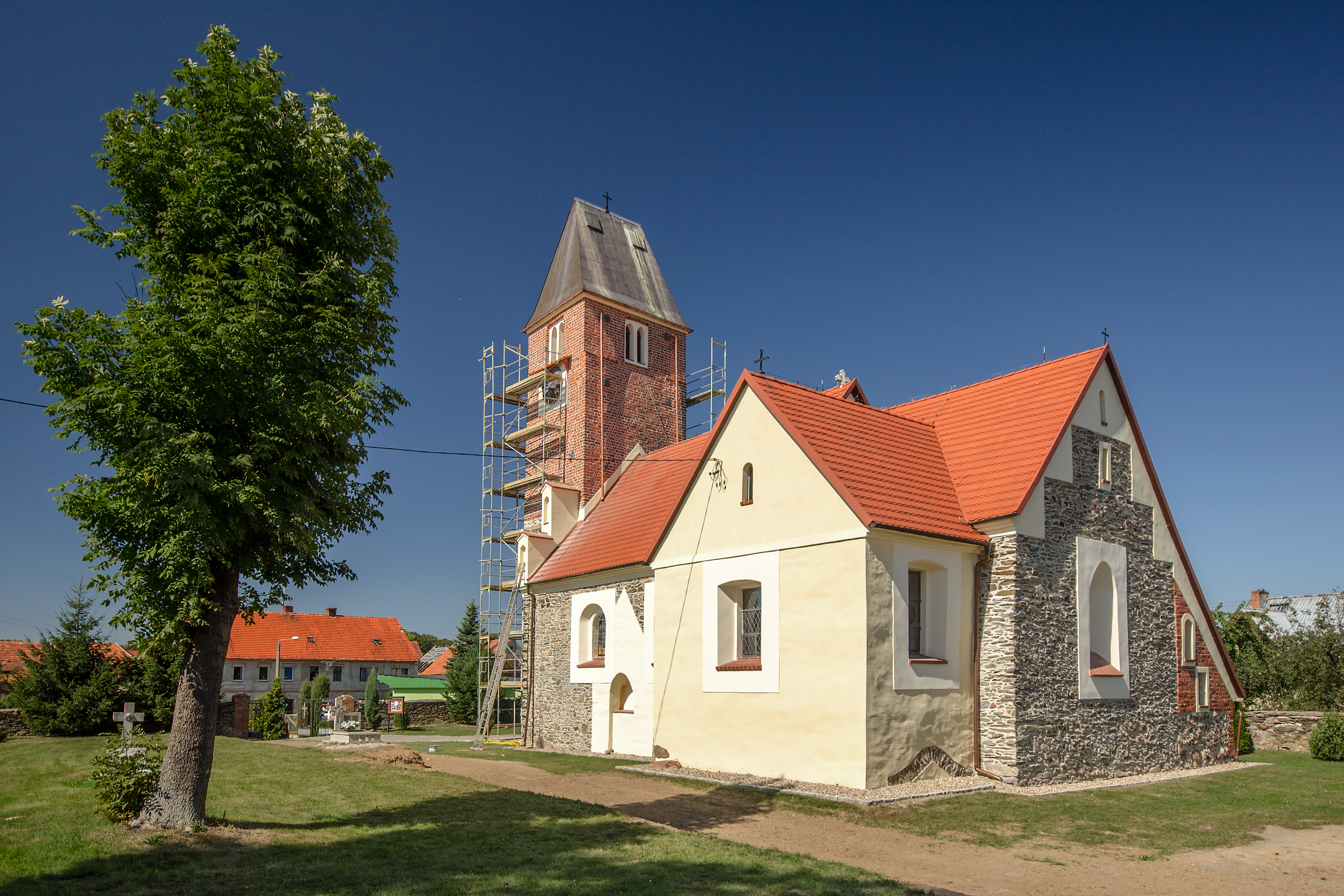
St.-Martins-Kirche
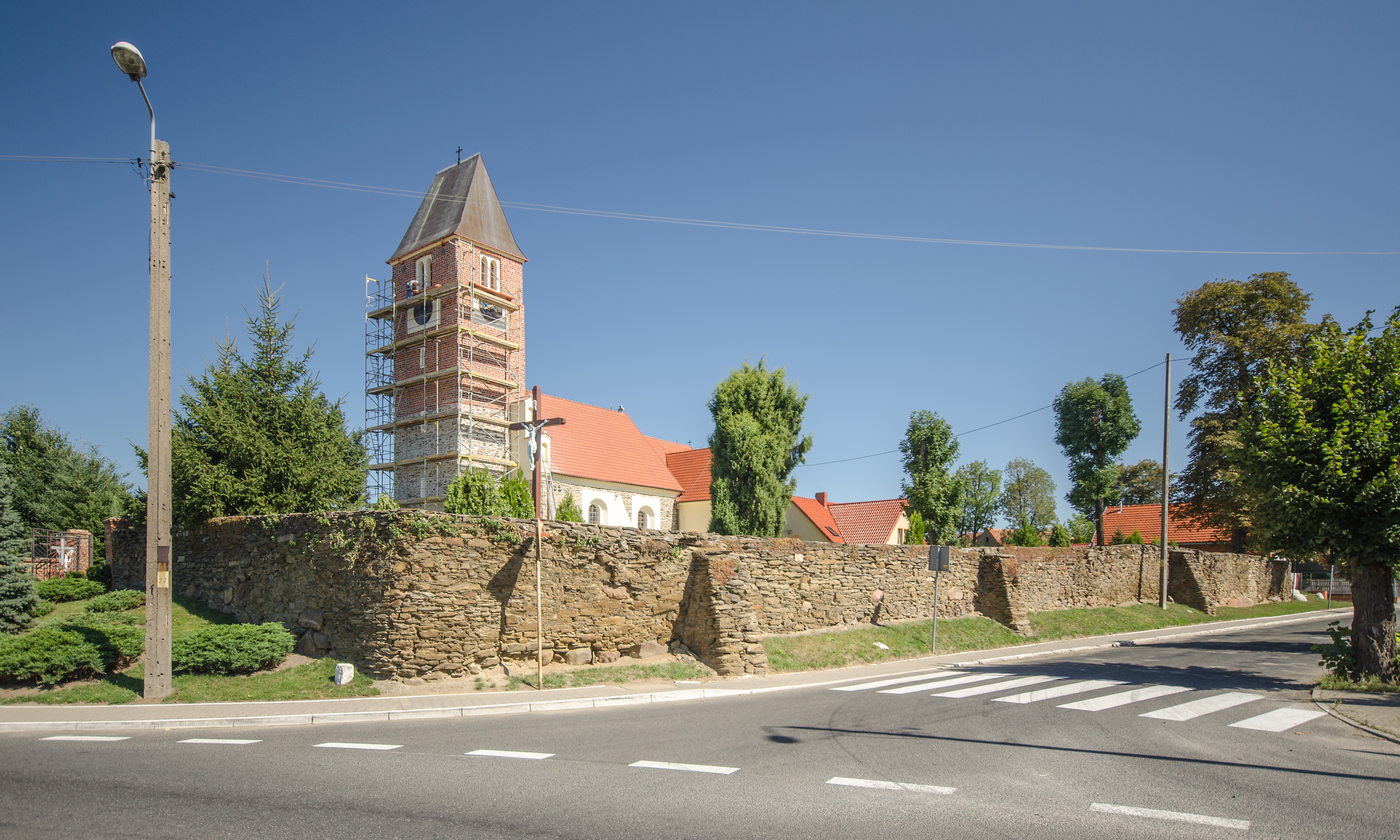
Friedhofs- bzw. Wehrmauer aus dem 16. Jh.

## Persönlichkeiten
- Carl Graf von Carmer-Zieserwitz (1861–1922), Generallandschaftsdirektor der Provinz Schlesien.